# Kumushxon Fayzullaeva
Kumushxon Saʼdullaevna Fayzullaeva (* 20. Januar 2002 in der Provinz Navoiy) ist eine usbekische Gewichtheberin. Bei den Olympischen Jugend-Sommerspielen 2018 in Buenos Aires, Argentinien, gewann sie die Goldmedaille im 63-kg-Wettbewerb für Mädchen.

## Karriere
Sie gewann die Bronzemedaille in der Kategorie bis 58 kg bei den 2017 Jugend-Weltmeisterschaften in Bangkok, Thailand. Bei den Islamic Solidarity Games 2017 in Baku, Aserbaidschan, gewann sie die Silbermedaille in der Kategorie bis 63 kg.
2018 gewann sie die Goldmedaille in der Kategorie bis 63 kg bei den Junioren-Weltmeisterschaften in Taschkent, Usbekistan. Im selben Jahr nahm sie auch am 64-kg-Wettbewerb bei den Weltmeisterschaften im Gewichtheben 2018 teil. 2019 startete sie erneut im 64-kg-Wettbewerb, in beiden Fällen konnte sie jedoch keine Medaille gewinnen. 2018 beendete sie den Wettbewerb auf dem 21. Platz und 2019 konnte sie sich mit einem 10. Platz verbessern.
Sie gewann die Goldmedaille in der Kategorie bis 64 kg bei den Jugend-Weltmeisterschaften 2019 in Las Vegas, USA. Sie gewann auch die Bronzemedaille im Snatch-Wettbewerb der Frauen in der Kategorie bis 64 kg beim 6. Internationalen Qatar Cup in Doha, Katar. 2021 gewann sie die Silbermedaille in der Kategorie bis 71 kg bei den Junioren-Weltmeisterschaften in Taschkent.
Sie nahm an den Olympischen Sommerspielen 2020 in Tokio teil und belegte den sechsten Platz in der Kategorie bis 76 kg. Wenige Monate später trat sie in der Kategorie bis 71 kg bei den Weltmeisterschaften 2021 in Taschkent an.